# Port Moody
Pour les articles homonymes, voir Moody.
Port Moody est une cité (city) du district régional du Grand Vancouver en Colombie-Britannique au Canada.
Elle est située au bord de la baie Burrard. Son incorporation officielle a eu lieu le 11 mars 1913.
Le 16 juin 2004, la municipalité de Port Moody a choisi officiellement comme devise : « City of the Arts » (en français : « Cité des arts »).

## Démographie
| 2001   | 2006   | 2011   | 2016   |
| ------ | ------ | ------ | ------ |
| 23 816 | 27 512 | 33 011 | 33 551 |

## Transports
Le service de transport ferroviaire West Coast Express relie Port Moody à Vancouver (Gare de Vancouver Waterfront) et à Mission.

## Liens externes

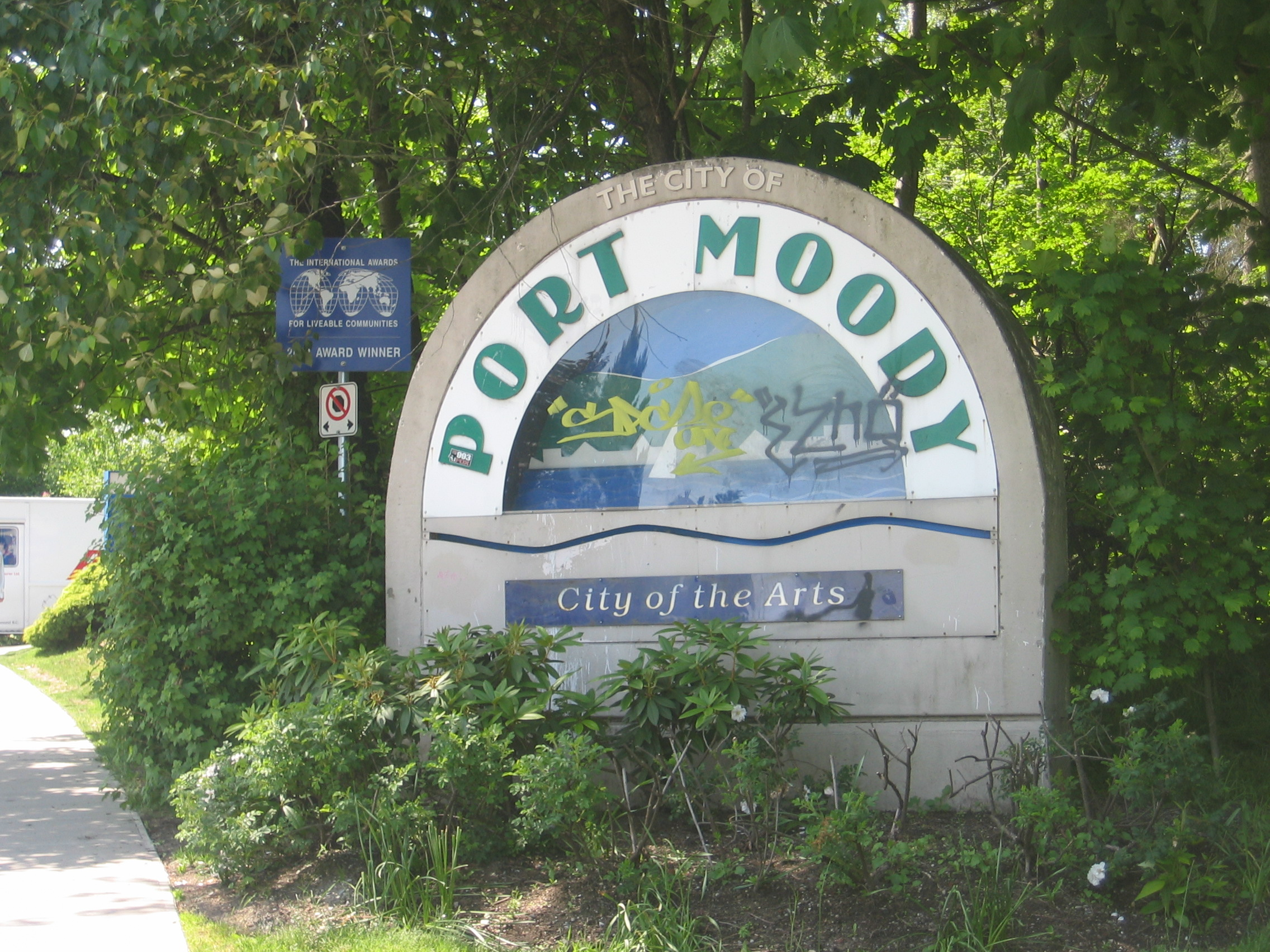
Enseigne d'accueil à l'entrée de Port Moody.